# Peter Easton
Peter Easton (1570 – 1620s) fue un pirata a principios del siglo XVII. El 'pirata inglés más famoso del día', sus piraterías iban desde Irlanda y Guinea hasta Terranova. Es mejor conocido hoy por su participación en el asentamiento inglés temprano de Terranova, incluidos los asentamientos en Harbor Grace y Ferryland desde 1611 hasta 1614. Es uno de los piratas más exitosos de la historia, controlaba tal poder marítimo que ningún soberano o estado podía permitirse el lujo de ignorarlo, por lo que nunca fue alcanzado o capturado por ninguna flota encargada de darle caza.  Sin embargo, no es tan conocido como algunos de los piratas de finales del siglo XVII y principios del XVIII.

## Biografía

### Servicio Real
Peter Easton, también conocido por Eston, había sido un fiel servidor de la Corona inglesa. Sus antepasados habían servido en las Cruzadas. Los Easton también se distinguieron en la victoria de la armada inglesa contra la Armada Invencible.
El histórico Rose Manor con sede en Harbor Grace, Terranova y Labrador, está muy cerca del fuerte que una vez albergó a Peter y su tripulación.
En 1602, Easton estaba al mando de un convoy como corsario con una patente emitida por la reina Isabel I de Inglaterra para proteger la flota pesquera de Terranova. Durante estos tiempos, los barcos de pesca llevarían armas y pequeños cañones para proteger el valioso cargamento de pescado de piratas y barcos extranjeros. Bajo su comisión, podía obligar legalmente a los pescadores locales a trabajar para él. También podía atacar a los barcos y muelles del enemigo tanto como quisiera, especialmente a los españoles. El buque insignia de Easton fue Happy Adventure desde el cual colgó la Cruz de San Jorge en el tope del mástil.

### Principios en la piratería
El 23 de junio de 1604, después de que Isabel I fuera sucedida por Jacobo I de Inglaterra y VI de Escocia, el rey pidió la paz con España y canceló todas las cartas de encargo a los corsarios. Al enterarse de la noticia, Easton continuó su ataque a los barcos como si nada hubiera cambiado. Al hacerlo, había cruzado la línea hacia la piratería.
Easton atacó a los barcos españoles por oro en las Indias Occidentales y el Mar Mediterráneo, mientras que mientras tanto exigía y recibía dinero a cambio de protección de los barcos ingleses. En 1610, bloqueó el Canal de Bristol, controlando totalmente la entrada y salida de barcos de los puertos del oeste de Inglaterra. En su mayor parte, actuaba en nombre de la poderosa familia de los Killigrew de Falmouth, Cornualles, que financiaron sus expediciones y también tomaron parte en sus ganancias.
Easton llegó a la colonia de Terranova en 1612 con diez barcos piratas y puso su cuartel general en Harbour Grace. Asaltó y saqueó barcos ingleses y extranjeros y los puertos de Terranova, presionando a los pescadores para que se pusieran a su servicio en el camino.
En una expedición, saqueó treinta barcos en St. John's y mantuvo prisionero al escritor Sir Richard Whitbourne, liberándolo con la condición de que Whitbourne fuera a Inglaterra y obtuviera el perdón real para Easton. Se concedió el indulto, pero en ese momento, Easton se había trasladado a la costa de Berbería para hostigar a los españoles.
Mientras estuvo en Terranova, se estima que Easton tomó hasta 1.500 pescadores para sus barcos, la mayoría de forma voluntaria. Easton continuó protegiendo la colonia de John Guy en Cuper's Cove pero no le permitió establecer otra colonia en Renews.
En una de sus incursiones, Easton se dirigió a las islas Azores. Estacionando su flota al sur y al oeste de las islas, allí planeó interceptar la flota del tesoro española. No se conocen detalles de la batalla, excepto que unos días después, Easton llegó a Túnez cargado con un tesoro y cuatro barcos españoles a remolque.

### Retiro a Saboya
A principios de 1613, el duque de Saboya emitió una proclama que convertía a Niza y Villefranche en puertos libres y ofrecía asilo y salvoconductos a todos los acusados de piratería. El 20 de febrero de 1613, Easton entró en Villefranche al frente de cuatro barcos y 900 soldados, dejando ocho barcos más fuera del Estrecho de Gibraltar. Easton se reunió con el duque y acordó invertir 100.000 coronas en Savoy, ofreciendo al duque un porcentaje de las ganancias a cambio de un ingreso anual. William Parkhurst, un agente inglés en Saboya, escribió sobre él:
"Este Easton ha estado conmigo desde entonces: parece tener la edad de 40 años: su semblante es grosero y salvaje (lo que el duque no notó), su habla y su porte son lentos, sutiles y culpables.. ."
Easton se congració con el duque de Saboya participando en una incursión en el ducado de Mantua. A Easton se le concedió una pensión de 4000 libras al año y juró un servicio fiel, convirtiéndose en católico, casándose con una heredera y siendo nombrado marqués del ducado de Saboya. A pesar de esto, siguió siendo conocido en la corte como 'Il cosaro Inglese' (el corsario inglés).
Un mes después de la llegada de Easton a Saboya, había despedido a la mayor parte de su tripulación. Aunque aún participó en un ataque naval de Saboya contra Venecia más tarde en 1613, comandó tripulaciones y barcos franceses. La expedición no tuvo éxito y, después de esto, Easton participó poco en los asuntos marítimos. Sin embargo, permaneció al servicio del duque hasta al menos 1620. 